# Доминика Хашкова
Доминика „Доми“ Хашкова (чеш. Dominika Hašková; 3. мај 1995) је чешка певачица која је рођена у САД-у. Представљала је Чешку Републику на Песми Евровизије 2022. са својом електро-поп групом We Are Domi. Група се пласирала у финале и завршила на 22. месту.   

## Младост
Хашкова је рођена 3. маја 1995. у Бафалу као ћерка Доминика Хашека. Њени родитељи су се развели 2012. Има старијег брата, Михала, и млађег брата из другог брака свог оца.  
Хашкова је почела да свира флауту када је имала шест година јер се због ње осећала као принцеза.  У Прагу је певала у хору, похађала приватне часове певања и размишљала је о студирању мјузикла пре аудиције за Музички колеџ у Лидсу, када је одлучила да се бави певањем. Престала је да свира флауту како би се фокусирала на певање, компоновање и извођење.   

## Музика
Са 15 година 2010., Хашкова је учествовала на првом такмичењу Česko Slovensko má talent, где је била једна од четрнаест изабраних такмичара за финале.    Након прве године на Музичком колеџу у Лидсу, похађала је џез камп у Норвешкој како би сазнала више о скандинавској музици. У другој години упознала је норвешке колеге из разреда Каспера Хатлестада и Бенџамина Рекстада, са којима је 2016. године основала бенд We Are Domi.    Своју прву песму, „Let Me Follow“, објавили су 2018.  Након што је пандемија COVID-19 почела у Великој Британији и након што су завршили мастер студије, преместили су центар операција бенда у Праг.  
We Are Domi је стекла популарност након што је изабрана да представља Чешку Републику на Песми Евровизије 2022. са својом песмом „Lights Off“.   Стигли су до финала и завршили на 22. месту у укупном пласману.    

## Лични живот
Пошто је одрасла у Америци, а касније је похађала међународну школу у Прагу, њен главни језик је енглески, а чешки говори без акцента. 